# Рубежинское
Рубежинское (каз. Рубежинское) — село в Зеленовском районе Западно-Казахстанской области Казахстана. Административный центр Рубежинского сельского округа. Код КАТО — 274457100.
Село расположено на правом берегу реки Урал при впадении в неё притока Рубежка.
Находится примерно в 81 км к востоку от села Перемётное.

## Население
В 1999 году население села составляло 1689 человек (835 мужчин и 854 женщины). По данным переписи 2009 года, в селе проживало 1628 человек (810 мужчин и 818 женщин).

## История
Форпост Рубёженский основан яицкими (с 1775 г. – уральские) казаками в первой четверти XVIII в. (с 1880-х гг. форпосты стали обозначать поселками). Параллельно имел краткое название Рубёжка. Был административным центром Рубёженской станицы. Станица Рубёжинская (Рубёженская) входила в 1-й Уральский военный отдел Уральского казачьего войска.